# Erwin Hentschel (General)

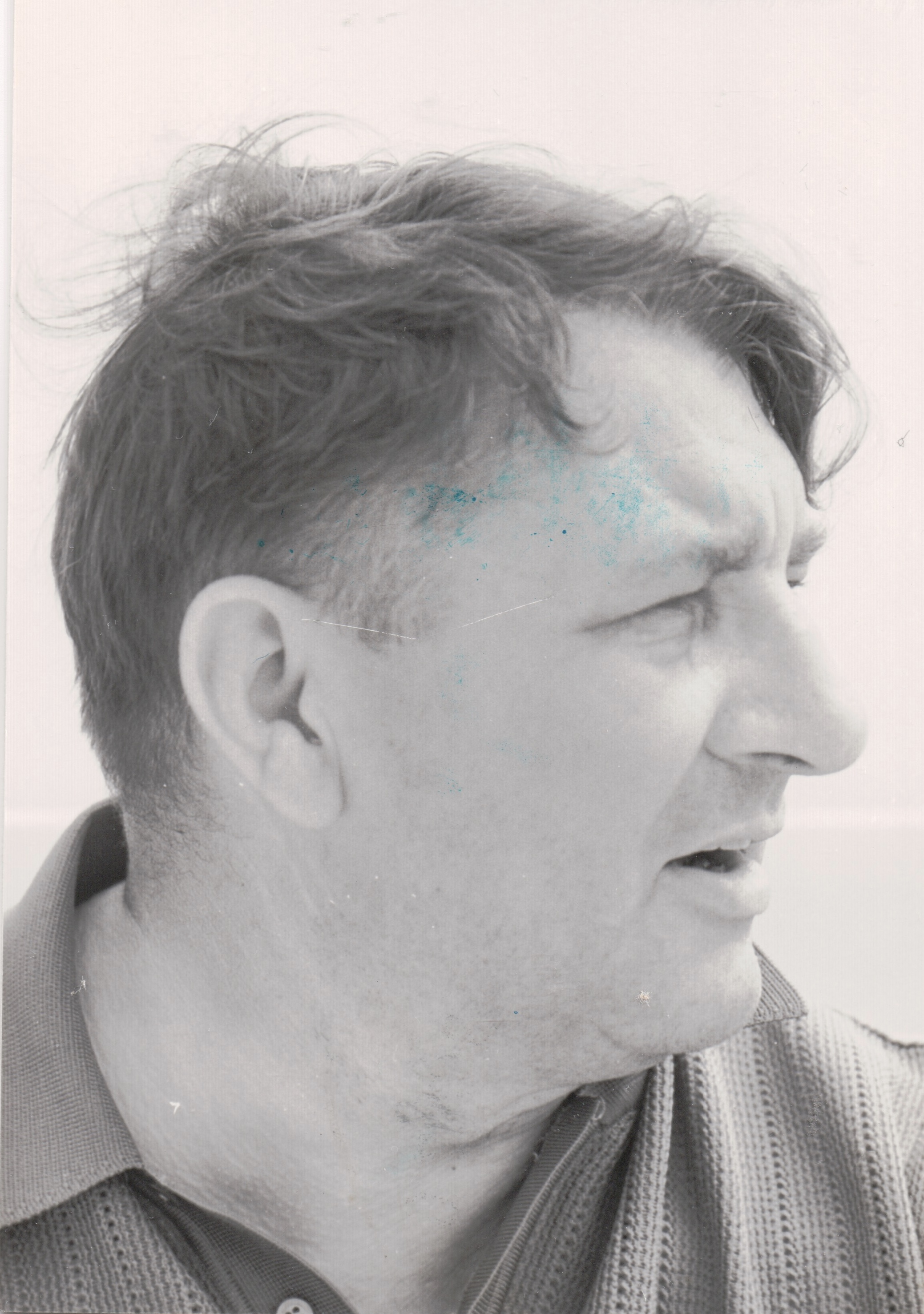
Erwin Hentschel (1976)

Erwin Hentschel (* 22. Januar 1923 in Kiel; † 11. April 2013 ebenda) war ein Brigadegeneral des Heeres der Bundeswehr. In seiner letzten Verwendung war er stellvertretender Kommandeur der 12. Panzerdivision. Er wurde bekannt als Kommandeur der Panzerbrigade 18 während der Schneekatastrophe 1978/1979.

## Militärischer Werdegang

### Wehrmacht
Hentschel trat im Oktober 1940 als Offizieranwärter beim Infanterieersatzbataillon 3 in Brünn in die Wehrmacht ein. 1942 wurde er zum Leutnant befördert und wurde Rekrutenoffizier im gleichen Bataillon. Nach mehreren Verwendungen und Teilnahme an Kämpfen in Russland wurde er im Juli 1943 Ausbilder für Spähtrupp-/Stoßtruppführer an der Divisionskampfschule der 321. Infanteriedivision. Als stellvertretender Kompanieführer wurde er im September 1943 schwer verwundet. Nach einem mehrmonatigen Lazarettaufenthalt wurde er Ausbildungsoffizier im Grenadierersatzbataillon 590. Ab Dezember 1943 wurde er in verschiedenen Funktionen beim Grenadierregiment 915 in der Normandie eingesetzt. Hier wurde er während der Invasion der Alliierten erneut schwer verwundet und geriet im Lazarett in amerikanische Kriegsgefangenschaft, aus der er im Januar 1946 entlassen wurde.
Hentschel wurde 1943 mit dem Eisernen Kreuz I. Klasse und dem Verwundetenabzeichen in schwarz ausgezeichnet.

### Bundeswehr
Im Dezember 1955 trat Hentschel als Hauptmann in die neu gegründete Bundeswehr ein. Dabei wurde er zunächst als Hilfsreferent in der Abteilung Personal im Bundesministerium der Verteidigung eingesetzt (BMVg P III 5). Anschließend folgten zwei Verwendungen als Kompaniechef zunächst bis Januar 1957 im Grenadierbataillon 12 und anschließend im Grenadierbataillon 42. 1958 wurde er als S1-Offizier in den Stab der 2. Panzergrenadierdivision versetzt. Ab August 1961 wurde Hentschel als stellvertretender Kommandeur des Panzergrenadierbataillon 32 eingesetzt, ehe er im April 1963 Hilfsdezernent für die Auswertung Schießwesen im Truppenamt wurde. Ab September 1966 war er Kommandeur des Panzergrenadierlehrbataillons 92. Von Juli 1971 erfolgten Verwendungen an den Kampftruppenschulen II und III. 1972 wurde er stellvertretender Kommandeur der Panzerbrigade 3.
Vo September 1974 bis September 1980 war Hentschel Kommandeur der Panzerbrigade 18. Während der Schneekatastrophe im Winter 1978/1979 befehligte er fast 5000 militärische und zivile Einsatzkräfte. Dabei wurden mehr als 70 Bergepanzer und 90 Feldarbeitsgeräte eingesetzt. Im Oktober 1979 wurde er zum Brigadegeneral befördert. Zuletzt war Hentschel ab Oktober 1980 stellvertretender Divisionskommandeur der 12. Panzerdivision. Am 31. März 1983 wurde Hentschel in den Ruhestand versetzt. 1983 wurde er mit dem Verdienstkreuz 1. Klasse des Verdienstorden der Bundesrepublik Deutschland ausgezeichnet.

## Zivilleben
Ab 1947 arbeitete Hentschel als Arbeiter in einer Firma in Kiel. Anschließend begann er in Kiel eine Lehre als Bankkaufmann bei der Commerzbank. Von 1949 bis 1952 war er bei der Holstenbank in Kiel angestellt, ehe er 1952 Bankbevollmächtigter und später Prokurist erneut bei der Commerzbank wurde.